# 次渠北站
次渠北站位于北京市通州区台湖镇次渠二村，是北京地铁17号线的地铁车站，2021年12月31日开通。

## 车站结构

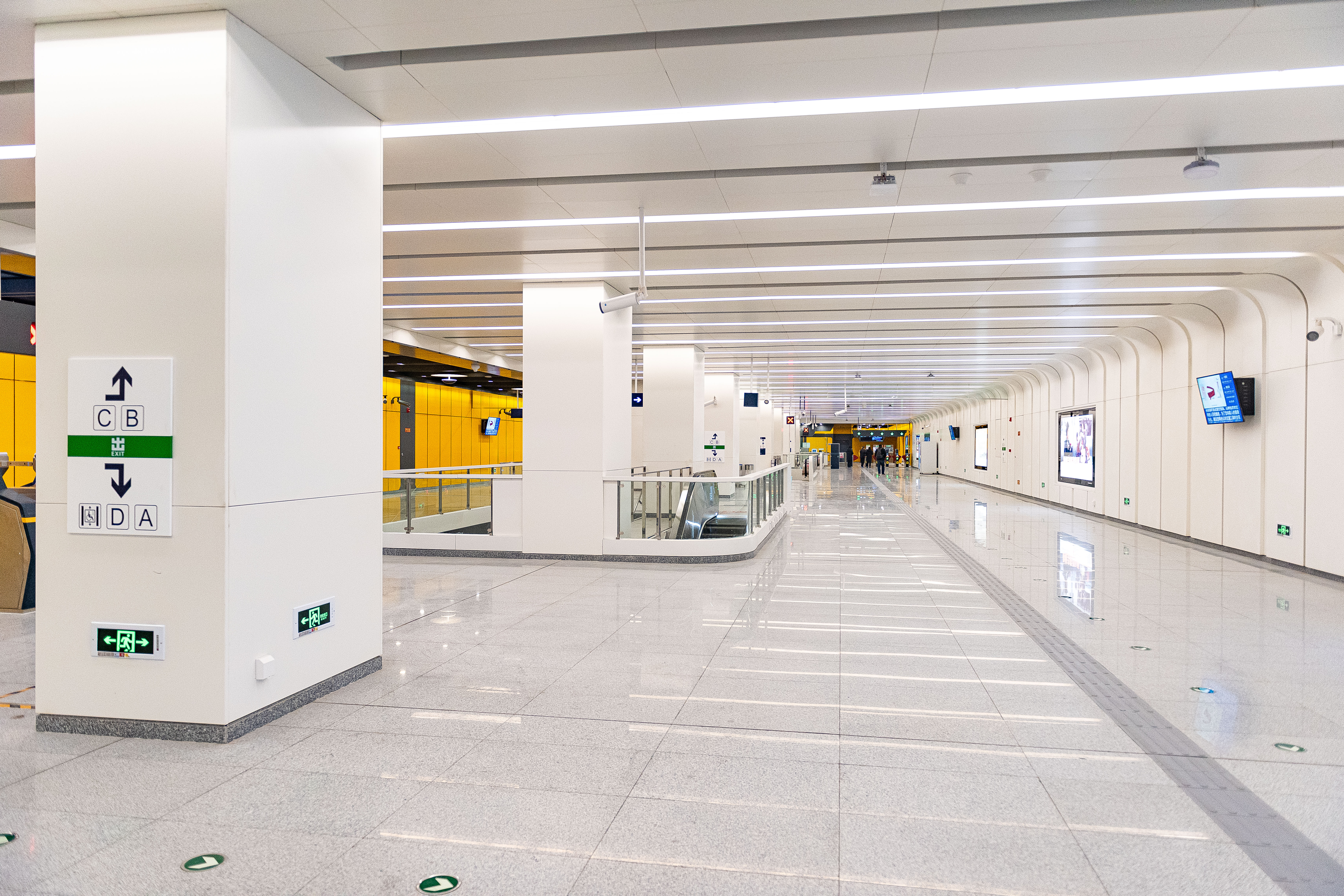
站厅

次渠北站为地下两层单柱（局部双柱）两跨岛式车站，总长289.8米，标准段宽21.1米，结构净高11.85米，有效站台长度186米。
| 地面 | 街道               | 出入口                            |  |  |
| B1层 | 站厅               | 客务中心、自动售票机、进出站闸机  |  |  |
| B2层 |                    | █ 17号线 往未来科学城北（北神树） |  |  |
|      | 岛式站台，左侧开门 |                                   |  |  |
|      |                    | █ 17号线 往嘉会湖（次渠）         |  |  |

## 出入口
车站共设置4个乘客出入口，1个安全出口，2个无障碍出入口。
|                       |        |                  |      |            |
| 編號                  | 指示   | 建議前往的目的地 | 照片 | 无障碍设施 |
| 出口 · A · 升降机标志 | 通马路 |                  |      |            |
| 出口 · B              | 通马路 |                  |      | 不適用     |
| 出口 · C              | 通马路 | 次渠家园北里2区  |      | 不適用     |
| 出口 · D · 升降机标志 | 通马路 | 次渠家园北里1区  |      |            |
| 註： 設有             |        |                  |      |            |